# Mastomys pernanus
Mastomys pernanus es una especie de roedor de la familia Muridae.

## Distribución geográfica
Se encuentra en Kenia, Ruanda y Tanzania.

## Hábitat
Su hábitat natural son: sabanas húmedas.